# Entorrhiza casparyanella
Entorrhiza casparyanella är en svampart som beskrevs av Vánky 1998. Entorrhiza casparyanella ingår i släktet Entorrhiza och familjen Entorrhizaceae.   Inga underarter finns listade i Catalogue of Life.